# F. C. Gundlach

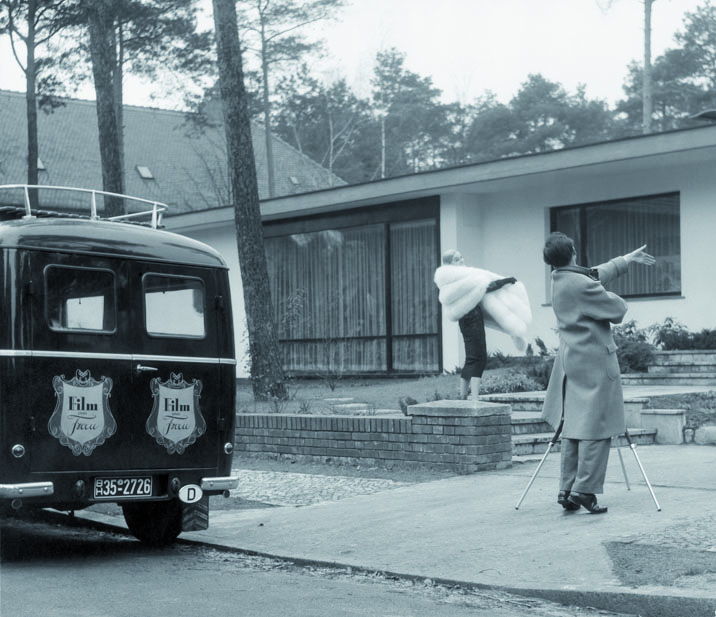
F. C. Gundlach dává pokyny modelce během fotografování, 1955

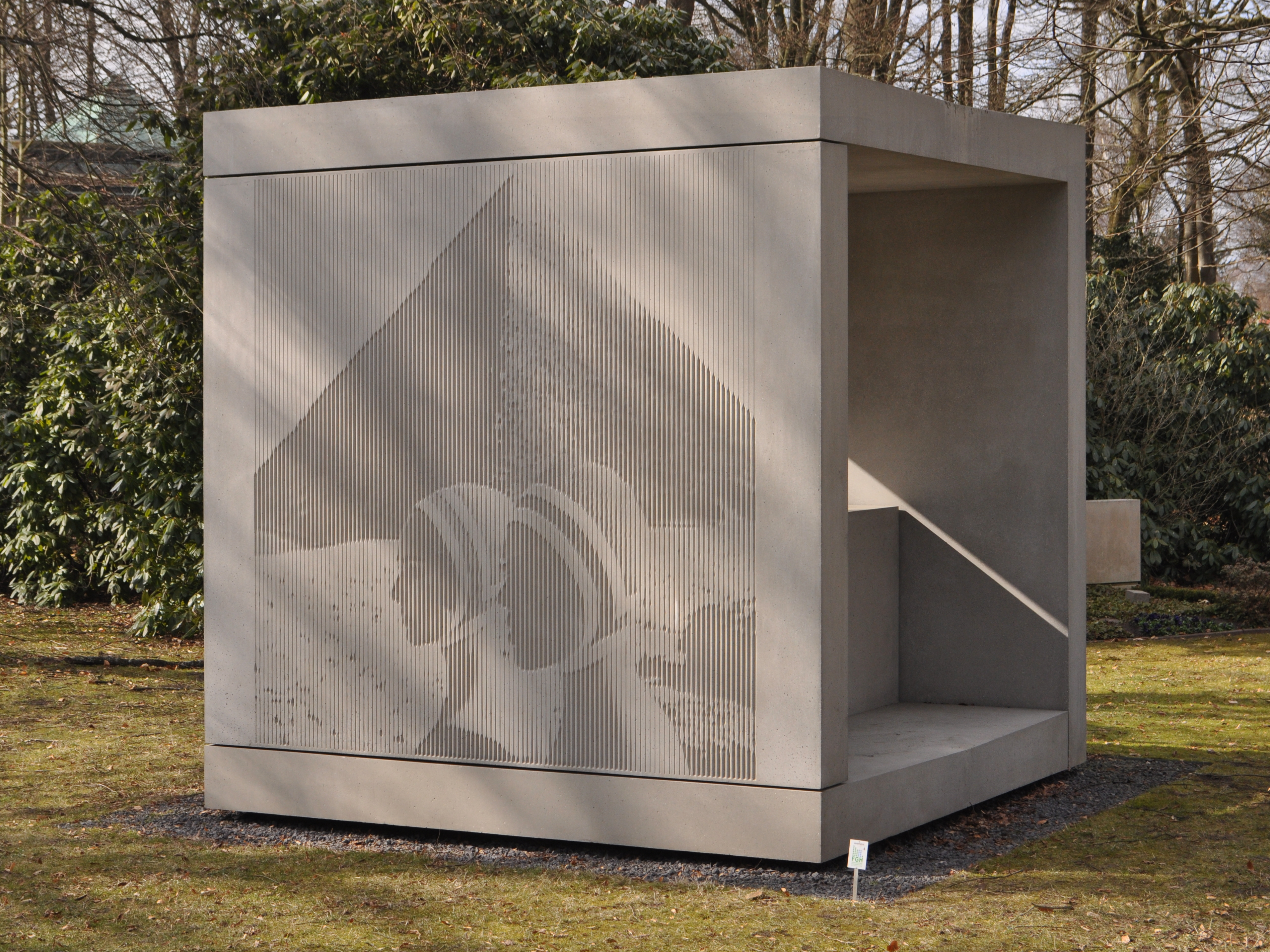
Mauzoleum německého módního fotografa F. C. Gundlacha od německého architekta Rolanda Poppensiekera, umístěné na hamburském hřbitově Ohlsdorf. Betonový pomník má tvar krychle o délce hrany 3 metry. Byla instalována v roce 2008, na jižní desce je scéna jedné z Gundlachových fotografií z roku 1966 (dvě modelky s pozadím pyramid v Gize), otevírací klapka u protější desky slouží k vložení rakve do hrobové komory uprostřed pomníku.

Franz Christian Gundlach (16. července 1926 – 23. července 2021, Hamburk) byl německý fotograf, majitel galerie, sběratel, kurátor a zakladatel. V roce 2000 založil Gundlach nadaci F.C. Gundlach Foundation a od roku 2003 byl zakládajícím ředitelem Domu fotografie v Deichtorhallen v Hamburku.
Gundlachovy módní fotografie z padesátých, šedesátých a sedmdesátých let, které často integrují společenské jevy a trendy vizuálního umění, se nyní (2021) nacházejí v muzeích a sbírkách. Od roku 1975 byl kurátorem mnoha fotografických výstav. Při znovuotevření Domu fotografie v dubnu 2005 připravil Gundlach retrospektivu maďarského novinářského fotografa Martina Munkácsiho.
Gundlach také organizoval výstavy ze svých vlastních sbírek, jako jsou A Clear Vision, The Heartbeat of Fashion a Maloney, Meyerowitz, Shore, Sternfeld: New Color Photography of the 1970s. V roce 2011 kurátoroval výstavu More Than Fashion pro Moskevský dům fotografie a Vanity pro Kunsthalle Wien.

## Životopis

### Módní fotograf
F. C. Gundlach navštěvoval Private Lehranstalt für Moderne Lichtbildkunst (Soukromou školu pro moderní fotografii) pod vedením Rolfa W. Nehrdicha v Kasselu v letech 1946 až 1949. Následně začal publikovat divadelní a filmové reportáže v časopisech jako Deutsche Illustrierte, Stern, Quick a Revue jako fotograf na volné noze.
Gundlachova specializace na módní fotografii začala v roce 1953 prací pro hamburský časopis Film und Frau, pro který fotografoval kampaně německé módy, pařížské haute couture a kožešinové módy. Dále fotografoval Romy Schneider, Hildegardu Knef, Dietera Borsche a Jean-Luca Godarda.
Pro Film und Frau, ale také pro časopisy Stern, Annabelle, Twen a další časopisy uskutečnil Gundlach módní a reportážní výlety na Blízký, Střední a Dálný východ a také do Střední a Jižní Ameriky. Na základě exkluzivní smlouvy s Brigitte fotografoval více než 160 obálek a 5 000 stránek redakční módy. V 70. a 80. letech pracoval v Jižní Americe, Africe, New Yorku a na americkém západě.
Gundlachovy retrospektivní samostatné výstavy, jako ModeWelten (1985), Die Pose als Körpersprache (1999), Bilder machen Mode (2004) nebo F. C. Gundlach. The photographic work (Fotografické dílo, 2008) byla uvedena v muzeích a galeriích v Německu i v zahraničí.
Je to fotograf, jehož snímky ukazují znalost dominantní role módy jako kulturního sociálního faktoru. Z tohoto důvodu jen zřídka prezentoval fenomény módy izolovaně, ale spíše je spojoval s fenomenologií každodenní reality a zasazoval je do sociokulturního kontextu, ze kterého nakonec vznikly. F. C. Gundlach se ukazuje jako fotografický umělec s vůlí stylizovat, zvládat inscenace a schopnost utvářet fotografický obraz ve svém volném čase, který aranžuje své modely do stále nových formálních konstelací: jako fotograf mimořádné estetické kvality.
Klaus Honnef, Projev u příležitosti otevření ModeWelten v Rheinisches Landesmuseum Bonn 1986. 
Citát: Jako módní fotograf, který využívá záznamové médium, musí fotograf ve své době žít, myslet a cítit. Módní fotografie jsou vždy interpretacemi a stagnacemi. Odrážejí a vizualizují ducha času dneška a předvídají ducha zítřka. Nabízejí projekční plátna pro identifikaci, ale také pro sny, přání a touhy. A přesto módní fotografie říkají více o čase než dokumentární fotografie předstírající, že zobrazují realitu.
 F.C. Gundlach, Projev při příležitosti otevření výstavy F. C. Gundlach. Das fotografische Werk. v Martin-Gropius-Bau v Berlíně, 19. listopadu 2009.

### Podnikatel, majitel galerie, kurátor
Gundlach založil společnost CC (Creative Color GmbH) v roce 1967 a brzy nato společnost poskytující fotografické služby PPS. (Professional Photo Service. – Profesionální fotografická služba.) s černobílými a barevnými laboratořemi, obchodem s vybavením, půjčovnami a specializovaným knihkupectvím. V roce 1975 rozšířil své organizace o galerii PPS. Galerie F. C. Gundlach, což byla jedna z prvních čistých fotogalerií v Německu.
V PPS. Galerii Gundlach představil v letech 1975 až 1992 více než 100 výstav. Mezi umělce patřili Irving Penn, Richard Avedon, Joel-Peter Witkin, Robert Mapplethorpe, Martin Kippenberger, Albert Oehlen, Nan Goldin nebo Wolfgang Tillmans. Od začátku 80. let se jeho pozornost soustředila na jeho sbírku fotografických děl a koncepci fotografických výstav. Mnoho z těchto výstav spočívalo zcela nebo částečně na jeho sbírce, například Das Medium Fotografie ist berechtigt, Denkanstöße zu geben na Hamburger Kunstverein 1989, Berlin en Vogue v Berlinische Galerie 1993, Modebilder, Bildermode / Zeitgeist become Form pro Institut für Auslandsbeziehungen (Ifa) 1995, Emotions & Relations v Kunsthalle Hamburg 1998, Wohin kein Auge reicht v Deichtorhallen Hamburg 1999 a Mode – Körper – Mode v Museum für Kunst und Gewerbe Hamburg 2000.
Po mnoha letech zaměstnání jako lektor byl Gundlach v roce 1988 jmenován profesorem na Hochschule der Künste Berlin. Jako lobbista za fotografování zahájil v roce 1999 Trienále fotografie v Hamburku.

### Nadace F. C. Gundlach a Dům fotografie
Aby vytvořil bezpečné útočiště pro své celoživotní dílo a rozsáhlou sbírku fotografií a umožnil aktivní práci s celým svým fotografickým odkazem, založil v roce 2000 Nadaci F. C. Gundlach Foundation. Jejím účelem je podpora umění, vědy a výzkumu v oblasti fotografie, zejména podpora fotografie jako kulturního bohatství.
Od září 2003 byl F. C. Gundlach zakládajícím ředitelem Domu fotografie – Deichtorhallen Hamburg, kde jako trvalou zápůjčku instaloval svou sbírku The Image of Man in Photography.

## The Image of Man in Photography
Sbírka F. C. Gundlacha The Image of Man in Photography (Obraz člověka ve fotografii) je autorovým tématem od samého začátku. Sbírka přikládá zvláštní význam fotografickým dílům, která otevírají nové pohledy na lidskou důstojnost a zranitelnost nad rámec jejich historického stavu jako vizuálních dokumentů. Fotografie svědčí o neustále se měnící vizuální reprezentaci lidstva. Těžištěm sbírky jsou tedy fotografie, které odrážejí obraz člověka v jeho vnějším vzhledu – v módě, pózách, mimice a gestech.
Díla výtvarných umělců využívajících fotografii jsou zvláště zajímavá a zdůrazňují dialogický charakter média.

## Vyznamenání a ocenění
- Člen Německé společnosti pro fotografii (DGPh) od roku 1972, zvolen do její správní rady v roce 1976, Golden Pin of Honour v roce 1996 a Cena kultury DGPh v roce 2001.[7]
- V roce 1976 byl zvolen do správní rady Federace nezávislých fotografických návrhářů (BFF),[8] čestným členem správní rady sdružení od roku 1988.
- V roce 1997 spolkový kříž za zásluhy se stuhou.
- V roce 1998 Golden George Eastman Medal za vynikající služby německé fotografii.[8]
- V roce 2000 čestná profesura Hochschule für Bildende Künste Hamburg (HFBK).[9]
- V roce 2006 mu hamburský senát udělil Medaili za umění a vědu za neúnavné odhodlání fotografovat v Hamburku.[10]
- V roce 2008 čestné občanství komunity Alheim / Heinebach.[8]
- V roce 2011 cena Hesenské kultury.[11]
- V roce 2012 získal cenu Henriho Nannena za celoživotní dílo.[12]

## Výstavy
Podle zdroje:

### Samostatné výstavy
- 1951: F. C. Gundlach. Librairie Jean Robert, Paříž
- 1986: ModeWelten, Rheinisches Landesmuseum Bonn; 1986 Neue Galerie Kassel; 1986 Hochschule der Künste Berlin; 1987 Museum für Kunst und Gewerbe Hamburg; 1988 Kunstverein Frankfurt am Main; 1988 Fotoforum Bremen; 1988 Kunstverein Erlangen; 1989 Neue Galerie des Joanneums Graz; 1990 Goethe-Institut Paříž; 1990 Goethe-Institut Nancy; Marseille, Rotterdam
- 1997: Zeitgeist získává formu. Americké výtvarné umění v New Yorku
- 1999: Die Pose jako Körpersprache, Fotomuseum Braunschweig; 2000 Kunstverein Halle Saale; 2001 Moskevský dům fotografie; 2001 Staatliche Museen zu Berlin – Kunstbibliothek; 2003 Städtische Galerie Iserlohn
- 2001: F. C. Gundlach – Vášeň pro fotografii. Galerie Kicken Berlin
- 2004: Sofistikovaná dáma. Chléb a máslo Berlín
- 2004: Režim Bilder machen. Neue Galerie des Joanneums Graz
- 2004: F. C. Gundlach – Mode und Porträts. zaměření Galerie Köln
- 2005: Die sechziger Jahre. Zephyr – Raum für Fotografie Mannheim
- 2005: Wählergunst – Wählerkunst. Die kleine Rache des Souveräns. Hühnerposten Hamburg
- 2006: Barva. Galerie Kicken Berlin
- 2008: F. C. Gundlach. Das fotografische Werk. Haus der Photographie – Deichtorhallen Hamburg
- 2009: F. C. Gundlach. Das fotografische Werk. Martin-Gropius-Bau Berlín[14]
- 2010: F. C. Gundlach. Das fotografische Werk. Muzeum Neues Norimberk
- 2011: Berliner Durchreise 2011, Contemporary Fine Arts Berlin
- 2011: Střední východ v 50. a 60. letech, Sfeir-Semler Gallery Beirut
- 2012: F. C. Gundlach. Berlín – Paříž. Kulturhaus Osterfeld Pforzheim
- 2014: F. C. Gundlach v Brazílii – Mode- und Reportagefotografie. Stadtmuseum Nordhorn
- 2014: F. C. Gundlach. Kunsthaus Alte Mühle, Schmallenberg
- 2015: Na křídlech módy. AbtArt, Stuttgart[15]
- 2016: 90 Jahre – 90 Bilder. CFA Galerie Berlin[16]
- 2016: Eyes on Paris. Vážená fotografie, Hamburku
- 2018: Móda po celém světě. Interconti, Düsseldorf[17]

### Skupinové výstavy
- 1975: Fotografie 1929–1975. Württembergischer Kunstverein Stuttgart
- 1979: Deutsche Photographie nach '45. Kunstverein Kassel
- 1982: Lichtbildnisse – das Portrait in der Photographie. Rheinisches Landesmuseum Bonn
- 1983: Modefotografie der 50er Jahre. PPS. Galerie Hamburk
- 1985: Aufbaujahre – 3 Fotografové: Fritz Eschen, F. C. Gundlach, Otto Borutta. Berlinische Galerie
- 1985: Das Selbstportrait im Zeitalter der Photographie. Musée Cantonal Lausanne
- 1985: 50 Jahre moderne Farbphotographie 1936–1986. Photokina Köln
- 1993: Berlin en Vogue. Berlinische Galerie; 1993 Museum für Kunst und Gewerbe Hamburg; 1993 Fotomuseum München
- 1995: Bildermode – Modebilder. Deutsche Modephotographie 1945–1995. Kunstbibliothek Berlin; 1995 Kunsthalle Bremen; 1996 Corgin Gallery Washington; 1996 Boston Art Institute; 1997 Pat Hearn / Morris Healy Gallery New York; Mailand, Rom, Genua, Tokio, Peking, Soul, Singapur, Nowosibirsk, Omsk, Petersburg
- 1996: Twen. Stadtmuseum München; 1996 Kunsthaus Hamburg, 2002 Ministerio de Educacion, Cultura y Deporte Madrid
- 1997: Někdo jiný s mými otisky prstů. Galerie Davida Zwirnera v New Yorku
- 1999: Wohin kein Auge reicht. Deichtorhallen Hamburg
- 2000: Mode – Körper – Mode. Museum für Kunst und Gewerbe Hamburg
- 2001: Botschafterinnen der Mode. Kunstbibliothek Berlin
- 2003: Von Körpern und anderen Dingen. Městská galerie Praha;
- 2004 Museum Bochum; 2004 Deutsches Historisches Museum Berlin; 2004 Moskevský dům fotografie 2004:  Face to Face. Langhans Gallery Praha
- 2005: Entrez lentement. Politecnico di Milano
- 2005: Moji soukromí hrdinové. MARTa Herford
- 2005: Die fünfziger Jahre – Alltagskultur und Design. Museum für Kunst und Gewerbe Hamburg
- 2005: Braut Moden Schau. Altonaer Museum Hamburg
- 2010: The Heartbeat of Fashion, inspirovaný F. C. Gundlach. Galerie Howarda Greenberga v New Yorku
- 2010: Móda. Příběh života. Prázdná čtvrť v Dubaji
- 2011: Marnost. Kunsthalle Wien
- 2013: Marnost. Muzeum Naradowe, Krakau
- 2014: Tři. Galerie nadace Hagedorn, Atlanta
- 2014: Steel Ikonen. Automuseum Protoyp, Hamburk
- 2015: Das Medium ist berechtigt, Denkanstöße zu geben. CFA Contemporary Fine Arts, Berlin[18]

## Publikace

### Monografie o Gundlachovi
- Klaus Honnef (ed.): ModeWelten. F. C. Gundlach. Photographien 1950 bis heute. Výstava – katalog Rheinisches Landesmuseum Bonn, Berlín 1986.
- Benedikt Taschen Verlag (ed.): F. C. Gundlach – módní fotografie 1950–1975. Kolín 1989.
- Staatliche Museen zu Berlin (Ed.): F. C. Gundlach – Die Pose als Körpersprache. Výstava – katalog. Staatliche Museen zu Berlin – Kunstbibliothek, Köln 2001.
- Landesmuseum Joanneum – Bild- und Tonarchiv (Ed.): Bilder machen Mode – F. C. Gundlach. Výstava – katalog. Landesmuseum Joanneum, Graz 2004.
- Hans-Michael Koetzle, Klaus Honnef, Sebastian Lux und Ulrich Rüter (vyd.): F. C. Gundlach. Fotografické dílo. Göttingen 2011.

### Publikace Gundlach jako editor a kurátor
- Gundlach, F. C. (ed.): Vom New Look zum Petticoat. Deutsche Modephotographie der fünfziger Jahre, Berlin 1984.
- Gundlach, F. C. und Kunstverein Hamburg (ed.): „Das Medium der Fotografie ist berechtigt, Denkanstöße zu geben. „Die Sammlung F. C. Gundlach.“ Výstava – katalog. Kunstverein Hamburg, Hamburg 1989.
- Gundlach, F. C. (ed.): Zwischenzeiten, Bilder ostdeutscher Photographen. Hamburk, Berlín, Düsseldorf 1991
- Gundlach, F. C. a Uli Richter (ed.): Berlin en vogue – Berliner Mode in der Photographie. Výstava – katalog. Berlinische Galerie, Tübingen / Berlin 1993
- Gundlach, F. C. (koncept): Bildermode-Modebilder. Deutsche Modephotographien 1945–1995. Výstava – katalog. Institut für Auslandsbeziehungen, Stuttgart 1995
- Gundlach, F. C. (ed.): Das deutsche Auge. 33 Photographen und ihre Reportagen. 33 Blicke auf unser Jahrhundert. Výstava – katalog. Deichtorhallen Hamburg, Hamburg 1996
- Hamburger Kunsthalle (ed.): Emoce a vztahy. Nan Goldin, David Armstrong, Mark Morrisroe, Jack Pierson a Philip-Lorca diCorcia. Výstava – katalog. Hamburger Kunsthalle, Hamburg 1998
- Gundlach, F. C. (ed.): Wohin kein Auge reicht. Von der Entdeckung des Unsichtbaren, výstava – katalog. Deichtorhallen Hamburg, Hamburg 1999
- Gundlach, F. C. (ed.): Mode-Körper-Mode. Photographien eines Jahrhunderts. Dokumente der Photographie 5, výstava – katalog. Museum für Kunst und Gewerbe Hamburg, Hamburg 2000
- Gundlach, F. C. (ed.): Martin Munkácsi. Přemýšlejte při střelbě! Výstava – katalog. Haus der Photographie – Deichtorhallen Hamburg, Göttingen 2005,ISBN 978-3-86521-099-9
- Gundlach, F. C. (ed.): Sworn Virgins, Heidelberg 2013,ISBN 978-3-86828-347-1
- Museum Folkwang a nadace F. C. Gundlach (ed.): Peter Keetman. Gestaltete Welt. Výstava – katalog. Haus der Photographie – Deichtorhallen Hamburg, Göttingen 2016,ISBN 978-3-95829-204-8

## Filmy
- F. C. Gundlach – Meister der Modefotografie (2017) – 26 minut, dokument, scénář a režie Eva Gerberding; produkce: NDR, arte[19]